# Tone Koprivnikar
Tone Koprivnikar, slovenski partizan, politični komisar, politik in direktor, * 15. junij 1923, Breg pri Litiji, Kraljevina SHS, † 9. avgust 1974, Gozd Martuljek, Socialistična Federativna Republika Jugoslavija.
Tone Koprivnikar je bil jugoslovanski politik, politični komisar, partizan in direktor.
Rodil se je v Bregu pri Litiji, kjer je preživel svojo mladost. Ob okupaciji Slovenije se je priključil NOB. Bil je politični komisar 1. bataljona Šlandrove brigade, hkrati pa je opravljal funkcijo sekretarja za okraj Šmartno pri Litiji. Po osvoboditvi Jugoslavije je do leta 1955 opravljal dolžnosti v organih za notranje zadeve v Sloveniji. 
Avgusta 1955 je bil imenovan za direktorja Predilnice Litija. To dolžnost je opravljal vse do leta 1962. V času njegovega vodenja so v predilnici beležili izjemno rast. Kmalu so posodobili predilne stroje, pričel je izhajati tovarniški časopis. Izdan je bil prvi almanah o razvoju Predilnice Litija ob 75 – letnici tovarne. Velike zasluge pa je imel tudi pri ustanovitvi letoviškega kraja v Novigradu. 
Po letu 1962 je bil glavni direktor Jugobanke v Ljubljani. 
Umrl je v Gozdu Martuljku leta 1974. 

## Vir
- Kresal, France (1986). Zgodovina Predilnice Litija. str. 174–175. Dokument v zbirki Digitalne knjižnice Slovenije.